# Lijst van gebouwen op de Zuidas
In de lijst hieronder staat een overzicht van gebouwen op de Amsterdamse Zuidas. 

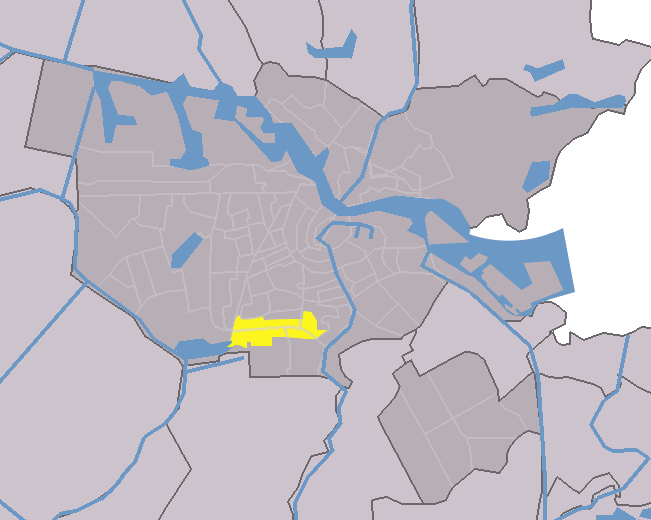
Locatie Zuidas

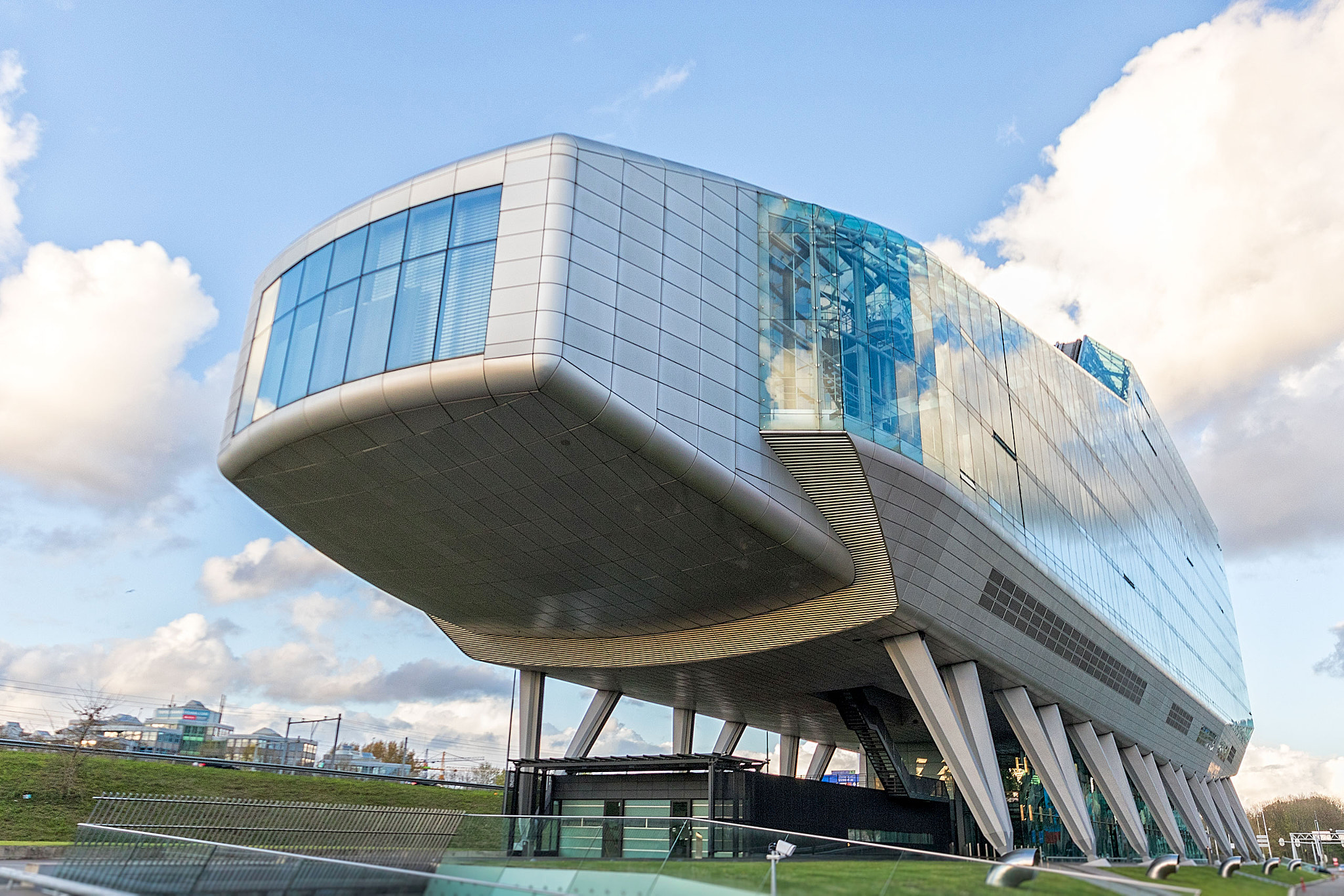
Infinity

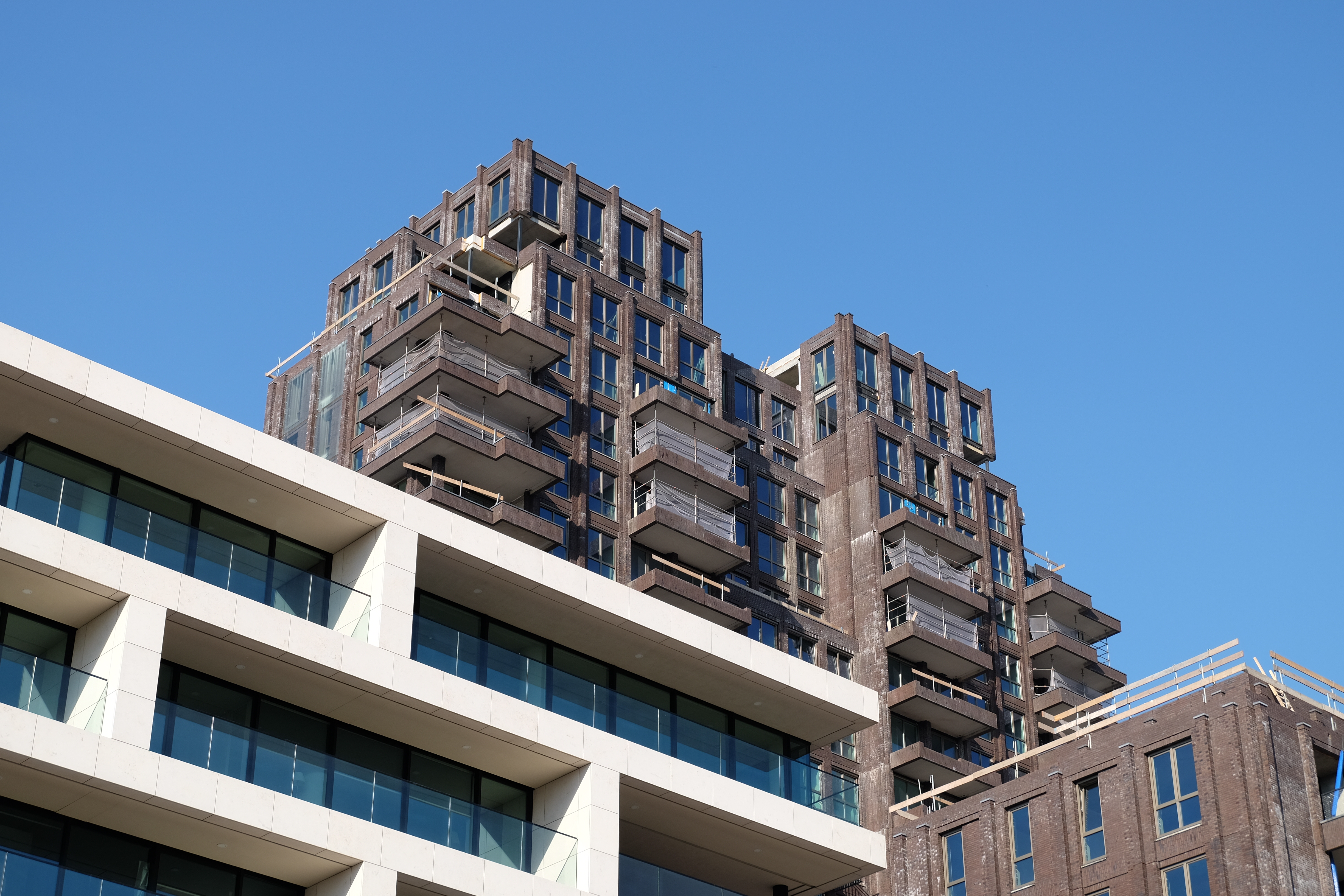
900 Mahler en 1000 Mahler

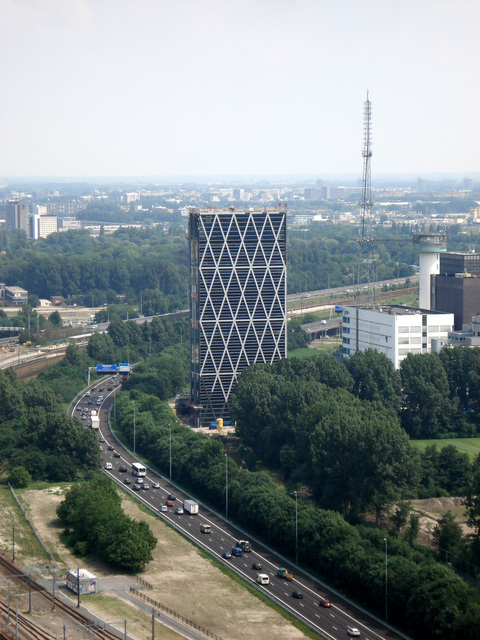
Cross Towers

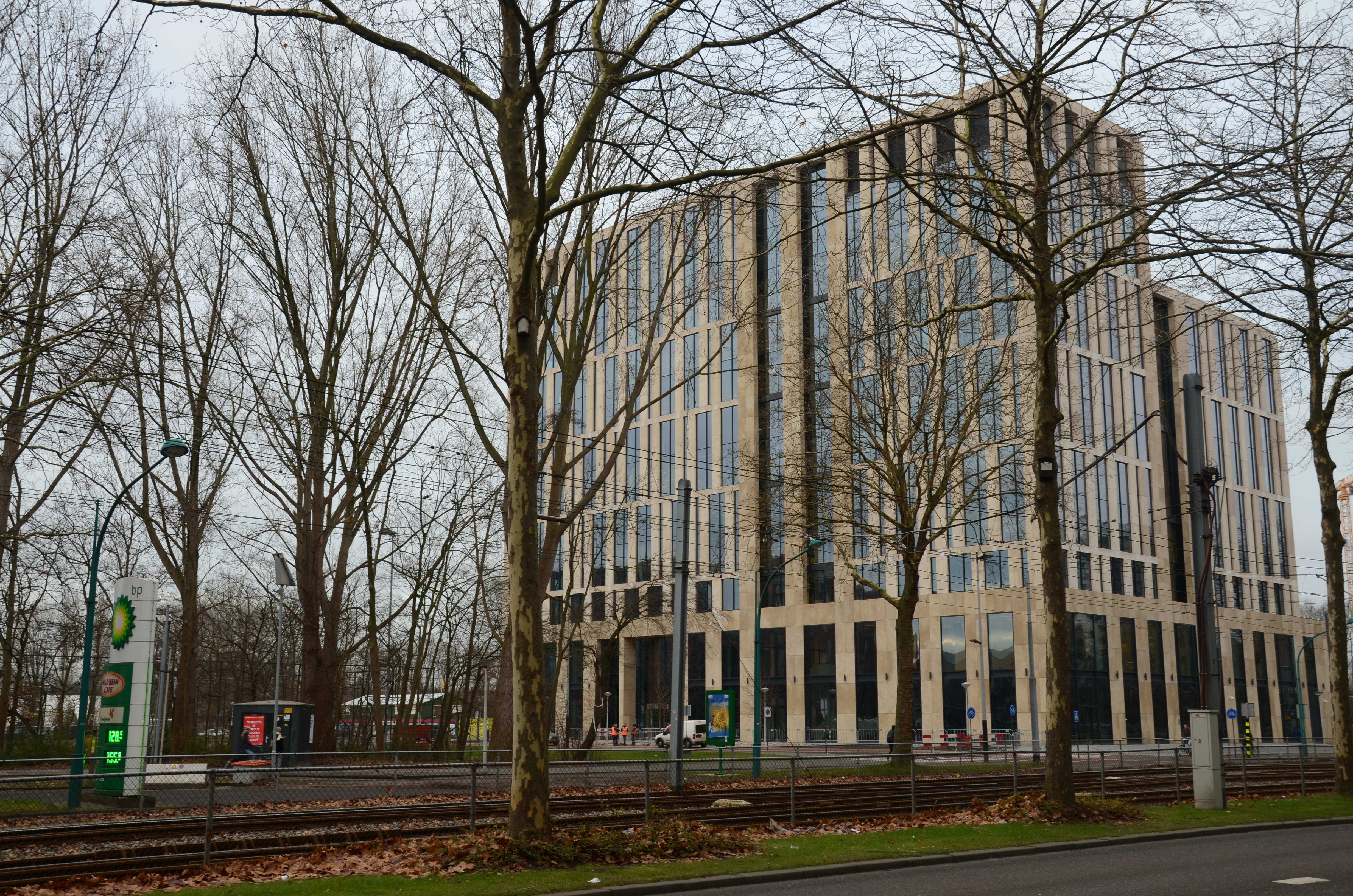
NoMA House

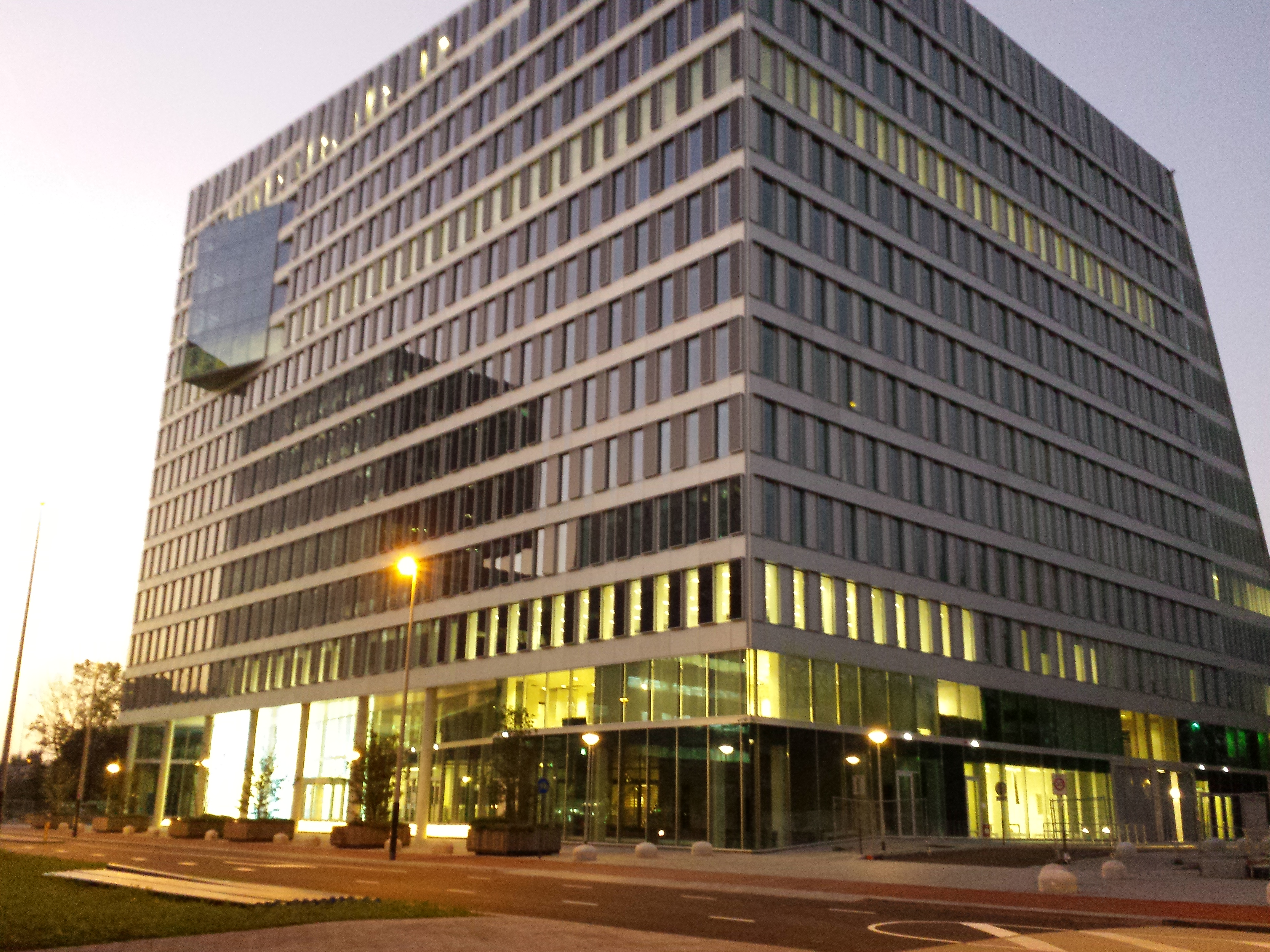
The Edge

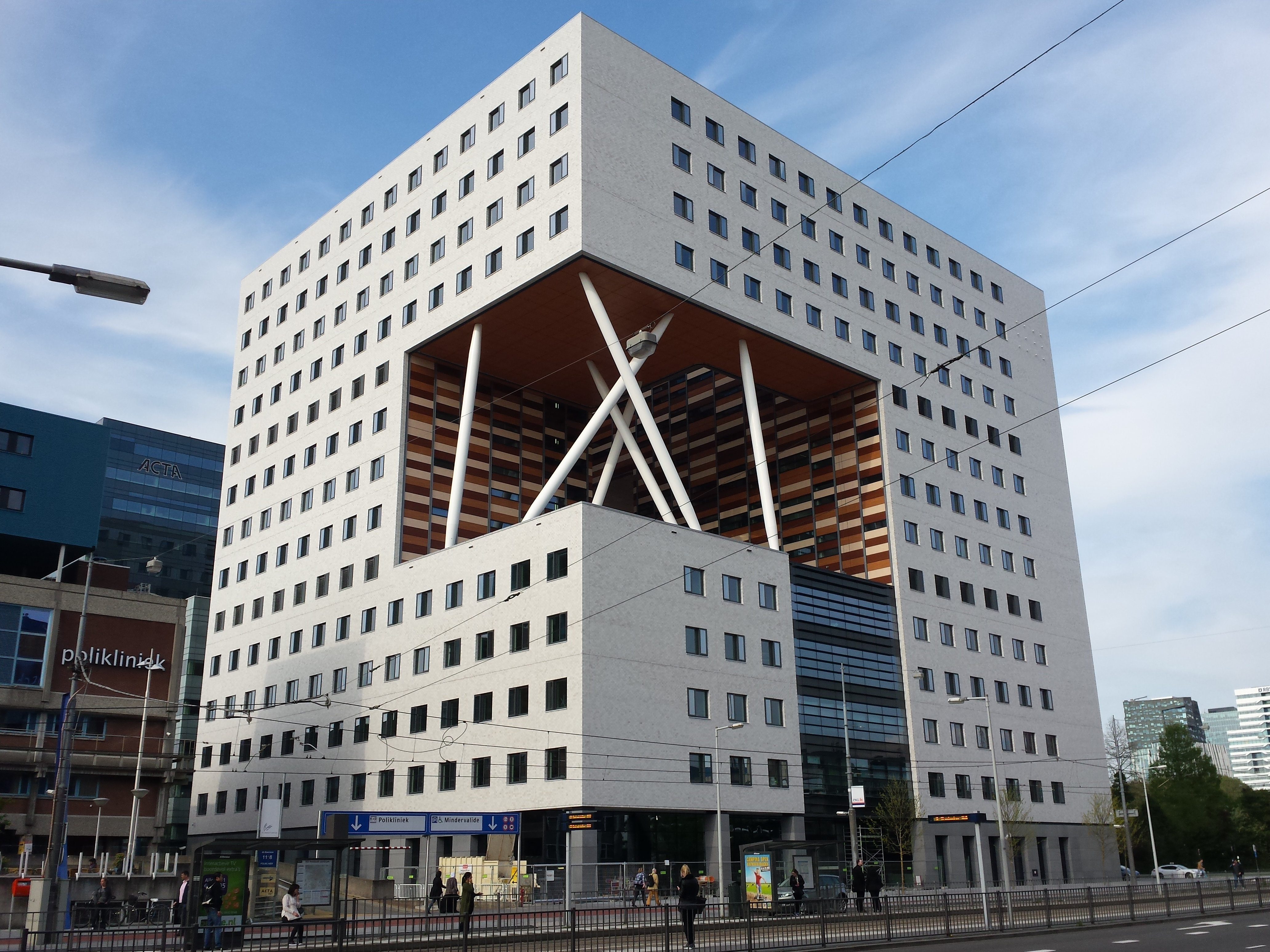
O/2

Die lijst hieronder laat gebouwen zien die voltooid zijn.
| Naam                                    | Hoogte  | Voltooid | Verdiepingen | Deelgebied     |
| --------------------------------------- | ------- | -------- | ------------ | -------------- |
| Alticom Zendmast/Straalverbindingstoren | 146 m   | 1963     |              | Vivaldi        |
| WTC, H-toren                            | 105 m   | 2004     | 25           | Strawinsky     |
| ABN AMRO-hoofdkantoor                   | 105 m   | 1999     | 25           | -              |
| Symphony I                              | 105 m   | 2009     | 29           | Gershwin       |
| Valley (Noordtoren)                     | 100,5 m | 2021     | 27           | Ravel          |
| Ito-toren                               | 100 m   | 2005     | 26           | Mahler4        |
| Symphony II                             | 97 m    | 2009     | 27           | Gershwin       |
| Viñoly                                  | 95 m    | 2005     | 24           | Mahler4        |
| De Puls                                 | 95 m    | 20234    | 24           | Kenniskwartier |
| Nhow Amsterdam RAI                      | 91 m    | 2019     | 25           | RAI/Kop Zuidas |
| WTC Tower Ten                           | 90 m    | 2021     | 22           | Strawinsky     |
| Cross Towers                            | 87 m    | 2007     | 23           | Vivaldi        |
| New Amsterdam                           | 85 m    | 2008     | 23           | Mahler4        |
| UNStudio                                | 85 m    | 2009     | 22           | Mahler4        |
| The Rock                                | 85 m    | 2009     | 22           | Mahler4        |
| Intermezzo                              | 82,5 m  | 2017     | 24           | Gershwin       |
| Hourglass                               | 80 m    | 2020     | 18           | Kenniskwartier |
| Vivaldigebouw (EMA)                     | 80 m    | 2019     | 19           | Vivaldi        |
| Valley (Zuidtoren)                      | 80 m    | 2021     | 23           | Ravel          |
| Stepstone                               | 80 m    | 2024     | 22           | Kenniskwartier |
| 900 Mahler                              | 77 m    | 2017     | 22           | Gershwin       |
| 2Amsterdam                              | 76 m    | 2021     | 17           | Strawinsky     |
| Xavier                                  | 75 m    | 2019     | 21           | Gershwin       |
| Atrium                                  | 68 m    | 1974     | 12           | Strawinsky     |
| Valley (Middentoren)                    | 67 m    | 2021     | 19           | Ravel          |
| WTC, E-toren Kempen & Co                | 65 m    | 2002     | 17           | Strawinsky     |
| WTC, B-toren                            | 61 m    | 1985     | 17           | Strawinsky     |
| WTC, C-toren                            | 61 m    | 1985     | 17           | Strawinsky     |
| 400 Beethovenstraat                     | 60 m    | 2016     | 14           | Gershwin       |
| O/2 VUmc                                | 60 m    | 2016     | 13           | Kenniskwartier |
| Terrace Tower                           | 58 m    | 2020     | 13           | Kop Zuidas     |
| ACTA                                    | 57,5 m  | 2010     | 13           | Kenniskwartier |
| Eurocenter I                            | 55 m    | 2006     | 14           | Vivaldi        |
| Eurocenter II                           | 55 m    | 2006     | 14           | Vivaldi        |
| Eurocenter III                          | 55 m    | 2006     | 16           | Vivaldi        |
| Van der Valk Hotel Zuidas               | 55 m    | 2020     | 14           | Vivaldi        |
| The Edge                                | 50 m    | 2014     | 14           | Kenniskwartier |
| NU.VU                                   | 50 m    | 2020     | 12           | Kenniskwartier |
| Rechtbank Amsterdam                     | 50 m    | 2021     | 10           | Parnas         |
| Tripolis-Park                           | 50 m    | 2022     | 11           | Verdi          |
| Infinity                                | 48 m    | 2002     | 10           | Verdi          |
| NoMA house                              | 47 m    | 2017     | 11           | Kenniskwartier |
| The George                              | 46 m    | 2020     | 11           | Gershwin       |
| Onderzoeksgebouw VU                     | 45 m    | 2023     | 13           | Kenniskwartier |
| Summertime                              | 41 m    | 2016     | 11           | Gershwin       |
| Gershwin Brothers - George              | 40 m    | 2018     | 12           | Gershwin       |
| Crowne Plaza Hotel                      | 40 m    | 2009     | 12           | Gershwin       |
| Crossover                               | 35 m    | 2023     | 9            | Kop Zuidas     |
| Django Building                         | 34 m    | 2010     | 9            | Gershwin       |
| The Gustav                              | 34 m    | 2020     | 8            | Gershwin       |
| Baker & McKenzie House                  | 30 m    | 2006     | 8            | Mahler         |
| Ella                                    | 24 m    | 2017     | 7            | Gershwin       |
| Gershwin Brothers - Ira                 | 24 m    | 2018     | 7            | Gershwin       |
| Sud Amsterdam                           | 23 m    | 2020     | 6            | Kop Zuidas     |
| Zuidoever                               | 16 m    | 2020     | 4            | Kop Zuidas     |
| Miles Building                          |         | 2011     | 11           | Gershwin       |
| 500 Beethovenstraat                     |         | 2016     | 7            | Gershwin       |
| Opzuid                                  |         | 2014     | 6            | Gershwin       |
| 1000 Mahler                             |         | 2015     | 6            | Gershwin       |
| Gershwin Townhouses                     |         | 2016     | 2            | Gershwin       |
| Zuiderhof                               |         | 2003     | 7            | Verdi          |
| Square                                  |         | 2016     | 7            | Kop Zuidas     |
| Motel One                               |         | 2015     | 9            | Kop Zuidas     |
| Flow Amsterdam                          |         | 2012     | 5            | Kop Zuidas     |
| WTC, A-toren                            |         | 1985     | 12           | Strawinsky     |
| Strawinskyhuis                          |         | 1974     | 4            | Strawinsky     |
| PI59                                    |         | 1972     | 5            | Strawinsky     |
| Goede Doelen Loterijen                  |         | 2018     | 4            | Strawinsky     |
| Strawinskylaan 10                       |         | 1988     | 3            | Strawinsky     |
| AFC Clubhuis                            |         | 2021     | 1            | Ravel          |
| Student Experience Amsterdam Zuidas     |         | 2015     | 4            | Ravel          |
| Kindercampus Zuidas                     |         | 2014     | 3            | Ravel          |
| Kantoorgebouw Boelex                    |         | 1976     |              | Vivaldi        |
| Vivaldi Offices I (Drentestaete I)      |         | 1989     |              | Vivaldi        |
| Vivaldi Offices II (Drentestaete II)    |         | 1991     |              | Vivaldi        |
| Onderstation ProRail                    |         | 2009     |              | Vivaldi        |
| IT Building                             |         |          |              | Vivaldi        |
| Tommaso Albinonistraat 5                |         |          |              | Vivaldi        |
| Tommaso Albinonistraat 7-9              |         |          |              | Vivaldi        |

## In ontwikkeling
Die lijst hieronder laat gebouwen zien die in ontwikkeling of in aanbouw zijn. 

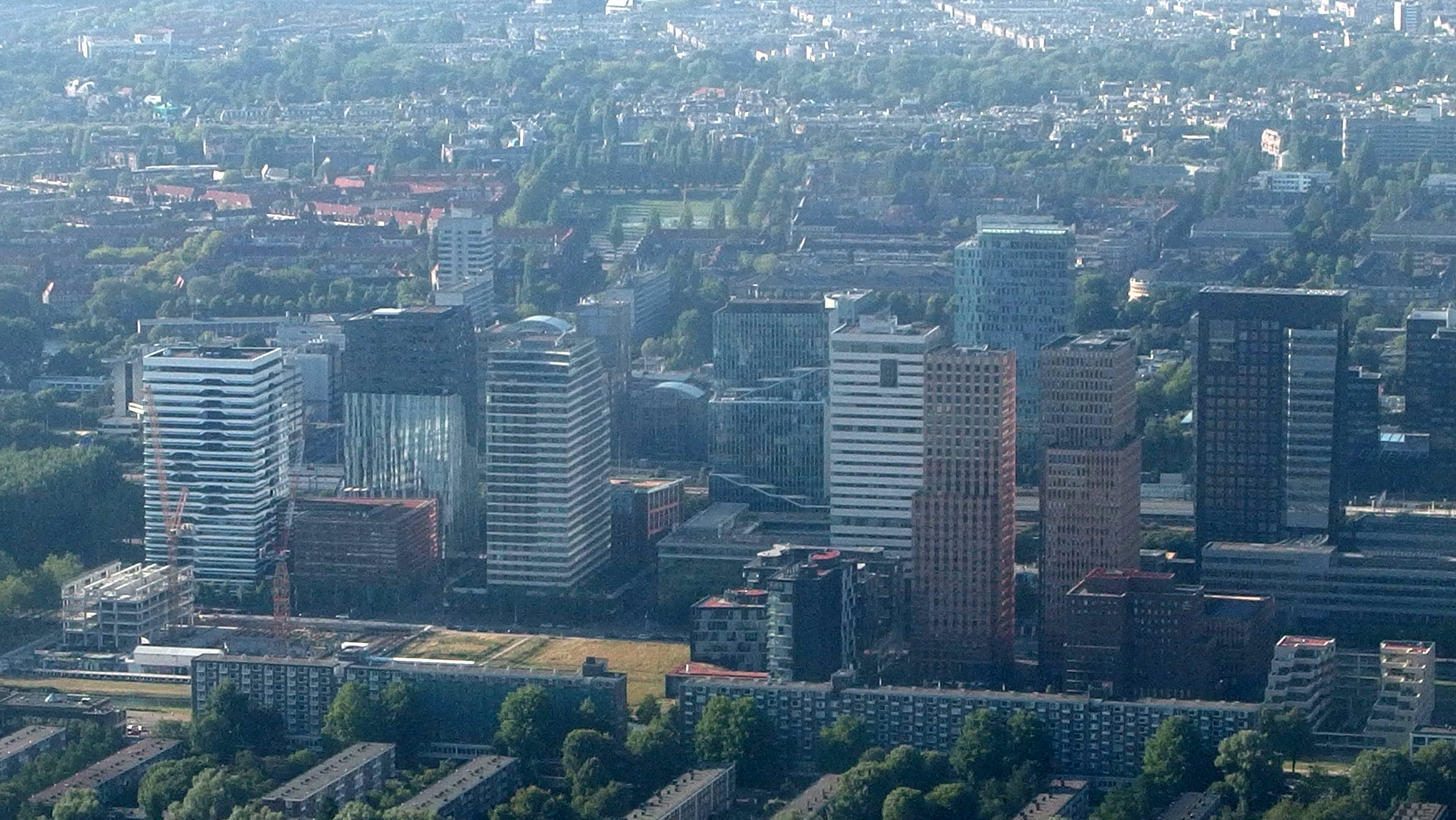
Centrumgebied Zuidas

| Naam           | Hoogte | Voltooid (verwacht) | Verdiepingen | Deelproject    |
| -------------- | ------ | ------------------- | ------------ | -------------- |
| Well House     | 86 m   | 2024                | 21           | Vivaldi        |
| Park Meadows   | 67 m   | 2026                | 19           | Beethoven      |
| Mahler 1       | 60 m   | 2027                | 14           | Mahler         |
| CubeHouse      | 55 m   | 2025                | 16           | Mahler         |
| Tic-Tac-Toe    | ?      | 2026                | 12           | Ravel          |
| Ravelly        | ?      | 2026                | 8            | Ravel          |
| Ceci           |        | 2027                |              | Kenniskwartier |
| Habitat Royale |        | 2027                |              | Beethoven      |
| The Harmony    |        | 2027                |              | Ravel          |
|                |        |                     |              |                |
|                |        |                     |              |                |
|                |        |                     |              |                |